# پیتر ساتکلیف
پیتر ویلیام ساتکلیف (۲ ژوئن ۱۹۴۶–۱۳ نوامبر ۲۰۲۰)، معروف به پیتر ویلیام کونان، یک قاتل زنجیره‌ای انگلیسی بود که مطبوعات لقب چاک‌دهنده یورکشایر (اشاره به جک چاک‌دهنده) را به او دادند. ساتکلیف در ۲۲ مه ۱۹۸۱، به جرم قتل ۱۳ زن و اقدام به قتل هفت نفر دیگر محکوم شد. او به ۲۰ مجازات همزمان حبس ابد محکوم شد، که در سال ۲۰۱۰ به حبس ابد و یک روز تبدیل شد. همه قتل‌ها به جز دو مورد که در منچستر رخ دادند، در یورکشایر غربی بودند.
پلیس یورکشایر غربی به دلیل عدم موفقیت درگرفتن ساتکلیف به رغم اینکه در طول تحقیقات ۵ ساله خود ۹ بار با او مصاحبه کرده بود، مورد انتقاد قرار گرفت. به دلیل ماهیت پر سر و صدا این پرونده، پلیس مقدار استثنایی اطلاعات را اداره کرد، برخی از آنها گمراه کننده بود (از جمله پیام ضبط‌شده دروغین جک ویرساید و نامه‌هایی که ادعا می‌شود از «چاک‌دهنده» است). پس از محکومیت ساتکلیف، دولت دستور داد که تحقیقات، توسط لارنس بیفورد، معروف به «گزارش بای‌فورد»، بررسی شود. این یافته‌ها در سال ۲۰۰۶ به‌طور کامل علنی شد و صحت انتقاد علیه این نیرو را تأیید کرد. این گزارش منجر به تغییراتی در رویه‌های تحقیقاتی شد که در بین نیروهای پلیس انگلیس به تصویب رسید. در سال ۲۰۱۹، گاردین این شکار را «به طرز خیره کننده ای سوءاستفاده» توصیف کرد.